# هونيارا

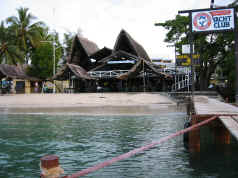
هونيارا

هونيارا (بالإنجليزية: Honiara)‏ هي عاصمة جزر سليمان، تدار بوصفها بلدة ريفية على الساحل الشمالي الغربي من جوادالكانال. بلغ عدد سكانها 64,609 نسمة حسب تعداد عام 2009. يقع في المدينة مطار هونيارا الدولي والميناء البحري من نقطة كروز، وتقع على طول طريق كوكوم السريع.
وكانت منطقة المطار إلى الشرق من هونيارا موقع معركة بين الولايات المتحدة واليابان خلال حملة جوادالكانال في الحرب العالمية الثانية، وهي معركة حقل هنديرسون عام 1942، والتي انتصرت فيها أمريكا. أصبحت هونيارا المركز الإداري الجديد لمحمية جزر سليمان البريطانية في عام 1952 وأضيفت بها عدة مباني إدارية، وبدأت المدينة تتطور وتشهد نموا سكانيا. عانت هونيارا منذ أواخر التسعينات من العنف العرقي والاضطرابات السياسية وشابتها أعمال الشغب. وأسفرت المحاولة الانقلابية في يونيو 2000 عن ثورات عنيفة وقتال شديد بين عرق المالايتان وقوة نسور مالايتا (MEF) وأهالي غوادالكانال من أعوان حركة إيساتابو الحرة (IFM).
ورغم عقد اتفاق سلام في أكتوبر 2000، فقد عاد العنف في شوارع المدينة في مارس 2002 عندما قتل اثنان من الدبلوماسيين من نيوزيلندا وعدة آخرين. في يوليو 2003، ساءت الظروف في هونيارا بشدة لدرجة أن بعثة المساعدة الإقليمية لجزر سليمان، التي تتألف من عدة دول المحيط الهادئ تحت قيادة أسترالية، دعيت إلى البلاد من قبل حكومة جزر سليمان لإعادة النظام. اندلعت أعمال الشغب مجددا في عام 2006 عقب انتخاب سنايدر رينى رئيسا للوزراء، وتدمير جزء من الحي الصيني، وأصبح أكثر من ألف مواطن صيني بلا مأوى. دمرت أعمال الشغب البلدة وتأثرت السياحة بشدة في المدينة والجزر.
تحوي هونيارا غالبية المباني والمؤسسات الحكومية الرئيسية في جزر سليمان. ويقع بها البرلمان الوطني في جزر سليمان وكلية هونيارا جزر سليمان للتعليم العالي، والمدرسة الدولية في هونيارا وجامعة جزر سليمان جنوب المحيط الهادئ في هونيارا كما يوجد بها المتحف الوطني وسوق هونيارا. تنقسم المدينة سياسيا إلى ثلاث دوائر انتخابية برلمانية، وتنتخب ثلاثة من 50 عضوا من البرلمان الوطني. هذه الدوائر – شرق هونيارا، وسط هونيارا، غرب هونيارا – ثلاثة من الدوائر الانتخابية الست فقط في البلاد والتي بها أكثر من 10,000 ناخب.
تقطن هونيارا أغلبية مسيحية ويخدمها المقر الرئيسي لكنيسة مقاطعة ميلانيزيا (الانجليكانية)، أبرشية هونيارا للروم الكاثوليك، والكنيسة الإنجيلية في البحار الجنوبية، والكنيسة المتحدة والكنيسة السبتية وعدة كنائس مسيحية أخرى.

## المناخ
يظهر الجدول التالي التغييرات المناخية على مدار السنة لهونيارا:
| البيانات المناخية لـهونيارا        | البيانات المناخية لـهونيارا | البيانات المناخية لـهونيارا | البيانات المناخية لـهونيارا | البيانات المناخية لـهونيارا | البيانات المناخية لـهونيارا | البيانات المناخية لـهونيارا | البيانات المناخية لـهونيارا | البيانات المناخية لـهونيارا | البيانات المناخية لـهونيارا | البيانات المناخية لـهونيارا | البيانات المناخية لـهونيارا | البيانات المناخية لـهونيارا | البيانات المناخية لـهونيارا |
| الشهر                              | يناير                       | فبراير                      | مارس                        | أبريل                       | مايو                        | يونيو                       | يوليو                       | أغسطس                       | سبتمبر                      | أكتوبر                      | نوفمبر                      | ديسمبر                      | المعدل السنوي               |
| ---------------------------------- | --------------------------- | --------------------------- | --------------------------- | --------------------------- | --------------------------- | --------------------------- | --------------------------- | --------------------------- | --------------------------- | --------------------------- | --------------------------- | --------------------------- | --------------------------- |
| الدرجة القصوى °م (°ف)              | 33.9 (93.0)                 | 34.1 (93.4)                 | 33.9 (93.0)                 | 33.4 (92.1)                 | 33.6 (92.5)                 | 32.8 (91.0)                 | 33.3 (91.9)                 | 33.5 (92.3)                 | 33.4 (92.1)                 | 33.3 (91.9)                 | 33.4 (92.1)                 | 34.8 (94.6)                 | 34.8 (94.6)                 |
| متوسط درجة الحرارة الكبرى °م (°ف)  | 30.7 (87.3)                 | 30.5 (86.9)                 | 30.2 (86.4)                 | 30.5 (86.9)                 | 30.7 (87.3)                 | 30.4 (86.7)                 | 30.1 (86.2)                 | 30.4 (86.7)                 | 30.6 (87.1)                 | 30.7 (87.3)                 | 30.7 (87.3)                 | 30.5 (86.9)                 | 30.5 (86.9)                 |
| المتوسط اليومي °م (°ف)             | 26.7 (80.1)                 | 26.6 (79.9)                 | 26.6 (79.9)                 | 26.5 (79.7)                 | 26.6 (79.9)                 | 26.4 (79.5)                 | 26.1 (79.0)                 | 26.2 (79.2)                 | 26.5 (79.7)                 | 26.5 (79.7)                 | 26.7 (80.1)                 | 26.8 (80.2)                 | 26.5 (79.7)                 |
| متوسط درجة الحرارة الصغرى °م (°ف)  | 23.0 (73.4)                 | 23.0 (73.4)                 | 23.0 (73.4)                 | 22.9 (73.2)                 | 22.8 (73.0)                 | 22.5 (72.5)                 | 22.2 (72.0)                 | 22.1 (71.8)                 | 22.3 (72.1)                 | 22.5 (72.5)                 | 22.7 (72.9)                 | 23.0 (73.4)                 | 22.7 (72.9)                 |
| أدنى درجة حرارة °م (°ف)            | 20.2 (68.4)                 | 20.7 (69.3)                 | 20.7 (69.3)                 | 20.1 (68.2)                 | 20.5 (68.9)                 | 19.4 (66.9)                 | 18.7 (65.7)                 | 18.8 (65.8)                 | 18.3 (64.9)                 | 17.6 (63.7)                 | 17.8 (64.0)                 | 20.5 (68.9)                 | 17.6 (63.7)                 |
| الهطول مم (إنش)                    | 277 (10.9)                  | 287 (11.3)                  | 362 (14.3)                  | 214 (8.4)                   | 141 (5.6)                   | 97 (3.8)                    | 100 (3.9)                   | 92 (3.6)                    | 95 (3.7)                    | 154 (6.1)                   | 141 (5.6)                   | 217 (8.5)                   | 2٬177 (85.7)                |
| متوسط أيام هطول الأمطار (≥ 0.1 mm) | 19                          | 19                          | 23                          | 18                          | 15                          | 13                          | 15                          | 13                          | 13                          | 16                          | 15                          | 18                          | 197                         |
| متوسط الرطوبة النسبية (%)          | 80                          | 81                          | 81                          | 80                          | 80                          | 79                          | 75                          | 73                          | 73                          | 75                          | 76                          | 77                          | 78                          |
| ساعات سطوع الشمس الشهرية           | 186.0                       | 155.4                       | 198.4                       | 192.0                       | 210.8                       | 198.0                       | 186.0                       | 204.6                       | 192.0                       | 226.3                       | 216.0                       | 164.3                       | 2٬329٫8                     |
| ساعات سطوع الشمس اليومية           | 6.0                         | 5.5                         | 6.4                         | 6.4                         | 6.8                         | 6.6                         | 6.0                         | 6.6                         | 6.4                         | 7.3                         | 7.2                         | 5.3                         | 6.4                         |
| المصدر: الأرصاد الجوية الألمانية   |                             |                             |                             |                             |                             |                             |                             |                             |                             |                             |                             |                             |                             |

## أعلام
- هنري فارودو
- بنجامين بويد
- كومينز مينابي
- بينجامين توتوري